# 정원겨울잠쥐속
정원겨울잠쥐속 또는 엘리오미스속(Eliomys)는 겨울잠쥐과에 속하는 설치류 분류군의 하나이다. 현존하는 3종으로 이루어져 있다.

## 하위 종
- 아시아정원겨울잠쥐 (Eliomys melanurus)
- 마그레브정원겨울잠쥐 (Eliomys munbyanus)
- 정원겨울잠쥐 (Eliomys quercinus)
- † Eliomys briellensis